# Attilio Marinoni
Attilio Marinoni, italijanski dirkač, * 1892, Lodi, Italija, † 18. ali 19. junij 1940, Milano, Italija.
Attilio Marinoni se je rodil leta 1892 v italijanskem mestu Lodi. Na dirkah za Veliko nagrado je prvič sodeloval v sezoni 1923 na dirki za Veliko nagrado Mugella, ko je z dirkalnikom Ansaldo 4CS osvojil deveto mesto. Že na svoji drugi dirki pa je dosegel svoj prvi večji uspeh z drugim mestom na dirki Giro d´Italia v sezoni 1924 z dirkalnikom Alfa Romeo RLS. Po nekaj letih premora, je ponovno dirkal v sezoni 1927, ko je, zdaj v tovarniškem moštvu Alfa Corse, dosegel drugo mesto na dirki za Veliko nagrado Modene, nato pa še svojo prvo zmago na dirki Coppa Ciano. Na dirki za 24 ur Spaja je z dirkalnikom Alfa Romeo 6C zmagal kar trikrat zapored, v letih 1928, 1929 in 1930, njegovi sotekmovalci so bili Boris Ivanowski, Robert Benoist in Pietro Ghersi. Ob tem je dosegel še tretja mesta na dirkah Coupe Georges Boillot v sezoni 1928,  Mille Miglia v sezoni 1930 in Grand Prix de la Marne v sezoni 1934. Svoj zadnji večji uspeh pa je dosegel na prvenstveni dirki za Veliko nagrado Italije v sezoni 1935, kjer je bil četrti. V tem času je dirkal le še občasno, zadnjič pa je nastopil na dirki za Veliko nagrado Milana v sezoni 1938, ko je odstopil. Leta 1940 se je smrtno ponesrečil ob testiranju dirkalnika Alfa Romeo na avtocesti med Milanom in Varesejem. 